# Sandyfield
Sandyfield és una població dels Estats Units a l'estat de Carolina del Nord. Segons el cens del 2000 tenia 340 habitants.

## Demografia
Segons el cens del 2000, Sandyfield tenia 340 habitants, 115 habitatges i 90 famílies. La densitat de població era de 38,2 habitants per km².
Dels 115 habitatges en un 42,6% hi vivien nens de menys de 18 anys, en un 52,2% hi vivien parelles casades, en un 21,7% dones solteres, i en un 21,7% no eren unitats familiars. En el 18,3% dels habitatges hi vivien persones soles el 10,4% de les quals corresponia a persones de 65 anys o més que vivien soles. El nombre mitjà de persones vivint en cada habitatge era de 2,96 i el nombre mitjà de persones que vivien en cada família era de 3,36.
Per edats la població es repartia de la següent manera: un 32,9% tenia menys de 18 anys, un 8,5% entre 18 i 24, un 27,6% entre 25 i 44, un 19,4% de 45 a 60 i un 11,5% 65 anys o més.
L'edat mediana era de 33 anys. Per cada 100 dones de 18 o més anys hi havia 82,4 homes.
La renda mediana per habitatge era de 30.938 $ i la renda mediana per família de 38.125 $. Els homes tenien una renda mediana de 41.250 $ mentre que les dones 19.688 $. La renda per capita de la població era de 14.521 $. Entorn del 14,6% de les famílies i el 20,1% de la població estaven per davall del llindar de pobresa.

## Poblacions més properes
El següent diagrama mostra les poblacions més properes.